# Sling Blade
Sling Blade (bra: Na Corda Bamba)  é um filme norte-americano de 1996, do gênero drama, dirigido por Billy Bob Thornton e estrelado por Billy Bob Thornton e Dwight Yoakam.

## Sinopse
Karl Childers, vítima de leves problemas mentais, decapita a mãe e um homem ao surpreendê-los em atividade sexual. Depois de anos em um hospital psiquiátrico, Karl é declarado inofensivo. Já na meia idade, ele retorna à terra natal, consegue emprego, e faz amizade com Frank, filho da viúva Linda, e passa a morar com eles. Karl também se torna amigo de Dudley, namorado de Linda. Dudley, cruel, sádico, beberrão ignorante, abusa casualmente de Frank, trata Linda mal e zomba interminavelmente de Karl.

## Principais premiações
| Patrocinador                                  | Prêmio | Categoria                                                        | Situação           |
| --------------------------------------------- | ------ | ---------------------------------------------------------------- | ------------------ |
| Academia de Artes e Ciências Cinematográficas | Oscar  | Melhor Ator (Billy Bob Thornton) Melhor Roteiro Adaptado         | Indicado Vencedor  |
| National Board of Review                      | NBR    | Prêmio Especial (Billy Bob Thornton) Dez Melhores Filmes de 1996 | Vencedor Escolhido |
| Screen Actors Guild                           | SAG    | Melhor Ator (Billy Bob Thornton) Melhor Elenco                   | Indicado           |
| Mystery Writers of America                    | Edgar  | Melhor Filme                                                     | Vencedor           |
| Sindicato dos Roteiristas Norte-Americanos    | WGA    | Melhor Roteiro Adaptado                                          | Vencedor           |
| Film Independent                              | Spirit | Melhor Estreia na Direção                                        | Vencedor           |

## Elenco
| Ator/Atriz         | Personagem         |
| ------------------ | ------------------ |
| Billy Bob Thornton | Karl Childers      |
| Dwight Yoakam      | Doyle Hargraves    |
| J. T. Walsh        | Charles Bushman    |
| John Ritter        | Vaughan Cunningham |
| Lucas Black        | Frank Wheatley     |
| Natalie Canerday   | Linda Wheatley     |
| James Hampton      | Jerry Woolridge    |
| Robert Duvall      | Pai de Karl        |
| Rick Dial          | Bill Cox           |
| Brent Briscoe      | Scooter Hodges     |